# Maladera significabilis
Maladera significabilis är en skalbaggsart som beskrevs av Brenske 1902. Maladera significabilis ingår i släktet Maladera och familjen Melolonthidae. Inga underarter finns listade i Catalogue of Life.